# Linda Buthelezi
Linda Buthelezi (28 giugno 1969) è un ex calciatore sudafricano.

## Caratteristiche tecniche
Giocava come centrocampista difensivo.

## Carriera

### Giocatore

#### Club
La sua carriera si svolge interamente in Sudafrica, tranne una breve parentesi coi turchi del Karabükspor.

#### Nazionale
Con la nazionale sudafricana Buthelezi vince l'edizione del 1996 della Coppa delle Nazioni Africane.

## Palmarès

### Club

#### Competizioni nazionali
- Coppa del Sudafrica: 1

Jomo Cosmos: 1990

### Nazionale
- Coppa d'Africa: 1

Sudafrica 1996